# Sonora ponceña

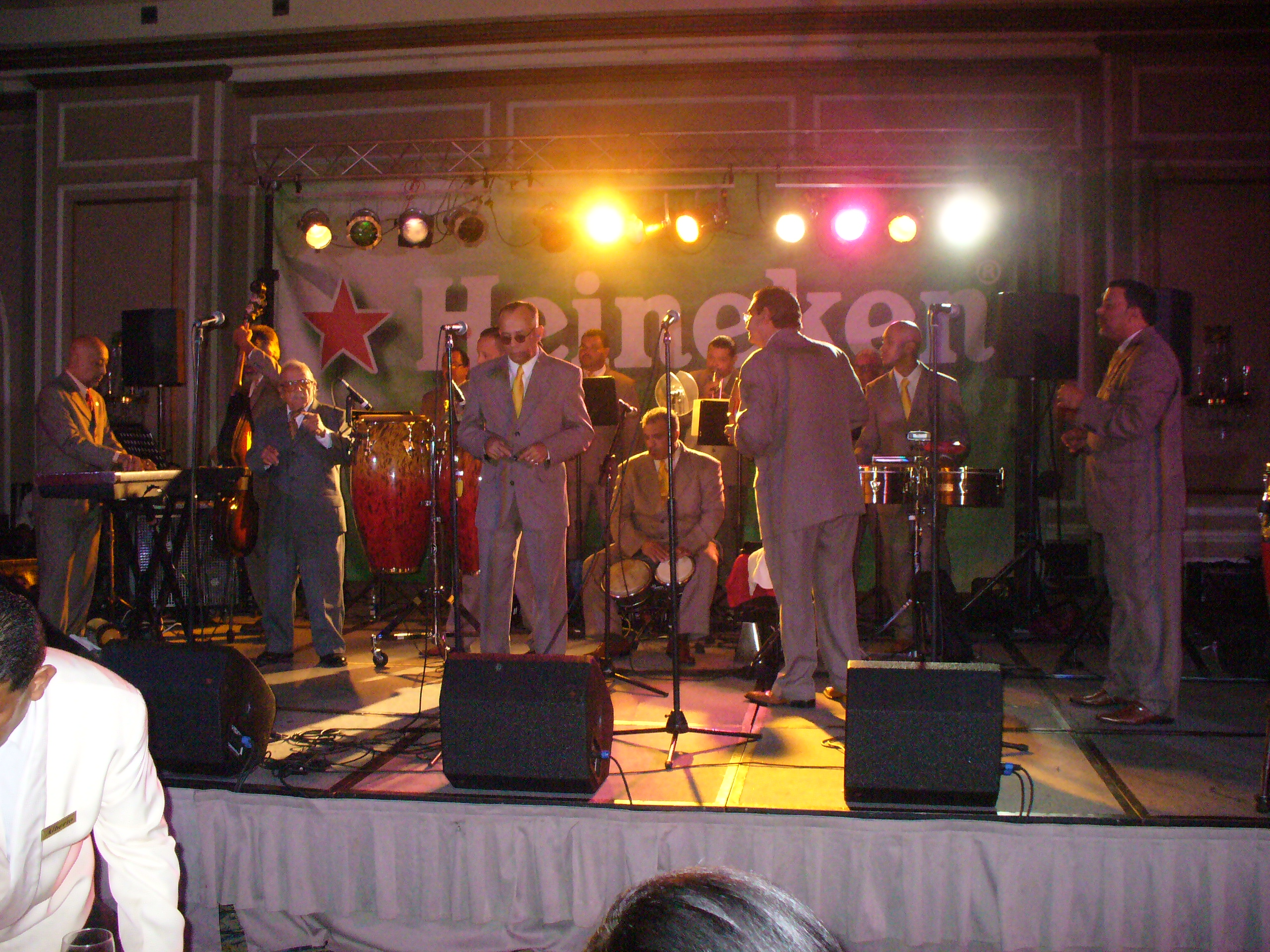
Sonora Ponceña sur scène en 2007.

La Sonora Ponceña est un groupe portoricain de salsa formé en 1954 par Enrique Lucca Caraballo (Don Quique) et Antonio Santaella. L'orchestre portait alors le nom de "Conjunto Sonora Ponceña".  Il est originaire de Ponce, comme son nom l'indique.
Papo Lucca devient pianiste de la Sonora à l'âge de 12 ans et devient vite le centre d'attention au sein du groupe avant de devenir directeur musical.

Deux ans plus tard, en 1960, le groupe se produit pour la première fois à New York.
Tito Gómez rejoint le groupe.
En 1968, la Sonora enregistre son premier 33 tours, Hacheros pa' un palo, le premier d'une longue série.
 
En 1973 le groupe se scinde, des musiciens partant créer le groupe La Terrifica.
En 2001 le groupe, célèbre son 45e anniversaire à Porto Rico par un méga concert, et en 2006 son 50e anniversaire.

## Discographie
- Hacheros Pa’ Un Palo (1968)
- Fuego En El 23 (1969)
- Algo de Locura (1971)
- Navidad Criolla (1971)
- De Puerto Rico A New York (1972)
- Sonora Ponceña (1972)
- Sabor Sureño (1974)
- Tiene Pimienta (1975)
- Conquista Musical (1976)
- El Gigante Del Sur (1977)
- La Orquesta De Mi Tierra (1978)
- Explorando (1978)
- La Ceiba with Celia Cruz (1979)
- New Heights (1980)
- Unchained Force  (1980)
- Night Rider (1981)
- Unchained Force  (1980)
- Determination (1982)
- Future (1984)
- Jubilee (1985)
- Back To Work (1987)
- On The Right Track (1988)
- In To The 90 (1990)
- Merry Christmas (1991)
- Guerreando (1992)
- Birthday Party (1993)
- Apretando (1995)
- On Target (1998)
- 45 Aniversario (2001)
- Back To The Road (2004)
- 50 Aniversario, En Vivo (2007)
- Otra Navidad Criolla (2008)